# Ata (humain)
Pour les articles homonymes, voir Ata.
Ata est un squelette humanoïde découvert en 2003 dans le désert chilien de l'Atacama. Il est, pour cette raison, baptisé « l'humanoïde d'Atacama », ou plus simplement « Ata ». Il mesure quinze centimètres de long et son crâne a une forme qui rappelle l'iconographie « extraterrestre ».  
Fin 2012, des analyses génétiques effectuées par l'université Stanford ont établi qu'il s'agit incontestablement d'un humain. En 2018, une analyse génomique a montré que la momie était en fait celle d'un fœtus ou d'un bébé mort-né de sexe féminin souffrant de malformations et d'une ossification prématurée.

## Découverte
Selon la Estrella de Arica, un journal local chilien, un homme appelé Oscar Muñoz a trouvé le squelette le 19 octobre 2003, alors qu'il était à la recherche d'objets de valeur historique à La Noria, une ville fantôme dans le désert d'Atacama.
Près d'une église abandonnée, Muñoz a découvert « un étrange squelette de la taille d'un stylo », d'environ quinze centimètres enveloppé dans un linge blanc, ceint d'un ruban violet.
C'était une créature avec des dents pointues, une tête bombée avec un renflement étrange supplémentaire sur le dessus.
Son corps était écailleux et de couleur foncée. Contrairement à l'anatomie habituelle des humains, il avait dix paires de côtes au lieu de douze.

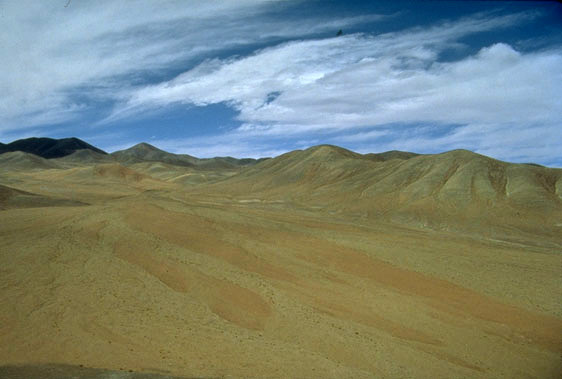
Une vue sur le désert d'Atacama.

Le désert d'Atacama est, avec le plateau Antarctique, le désert le plus sec du monde. Il est chargé d'une quantité importante de sel. Cela a pu permettre la momification puis la conservation du corps.
La première photo du squelette était l'œuvre d'Alejandro Davalos, un comparse de Muñoz à qui il a montré le spécimen. Davalos a envoyé ses photographies à Aion, une organisation dédiée à l'ufologie. Quelques jours après la découverte, Muñoz est retourné à Iquique et a vendu le squelette, pour seulement 30 000 pesos chiliens, soit environ 60 dollars américains, à un homme d'affaires qui est l'un de ses clients et à qui il s'adresse pour vendre les objets qu'il trouve. Selon Mario Pizarro, représentant d’Aion dans le nord, le squelette pourrait être revendu maintenant pour 80 millions de pesos chiliens, soit environ 160 000 dollars. Le nouveau propriétaire du squelette, quant à lui, demande 500 000 pour la prise d'une photo et 750 000 pesos chiliens pour deux.
Peu de temps après, l'affaire est connue de la télévision chilienne : canal Chilevisión, qui a mené une enquête détaillée sur Ata, est venu dans la région accompagné de plusieurs ufologues et amateurs de paranormal. Le premier était Rodrigo Fuenzalida, leader d’Aion qui travaillait pour la chaîne 13. Celui-ci a refusé de considérer que la créature pourrait être un extraterrestre. Le biologiste Walter Seinfeld, chef de la filière biologie marine à l'université Arturo Prat, quant à lui, après avoir vu des photos de l'humanoïde, a affirmé que c'était bien un mammifère, et presque certainement un fœtus humain avorté.

## État actuel des expertises
En mars 2018, Gary Nolan a publié des résultats supplémentaires, indiquant que la personne avait un trouble du vieillissement osseux rare, ainsi que d'autres mutations génétiques dans les gènes associés au nanisme, la scoliose et des anomalies dans les muscles et le squelette,,  Les chercheurs ont identifié 64 mutations inhabituelles dans 7 gènes liés au système squelettique, et ils ont noté que trouver autant de mutations qui affectent spécifiquement le développement du squelette n'a jamais été signalé auparavant,,. Ils ont pu déterminer qu'Ata est originaire de l'Île de Chiloé au Chili.

## Historique des analyses

### Prétendue première analyse
Il circule sur Internet le bruit qu'une étude radiographique réalisée par le docteur Pilar Manchon du Centre de radiologie Manchon à Barcelone et qu'elle aurait conclu qu'Ata est un fœtus. Cette radiologue n'ayant jamais confirmé ces faits, ni publié sur Ata, ces assertions sont à mettre au compte de la rumeur infondée.

### Première analyse en Espagne
Une première étude réalisée à l’université du Pays basque avait conclu à un fœtus momifié. Le Dr Francisco Etxeberria Gabilondo, professeur de médecine légale à l’université du Pays basque (Universidad del País Vasco), était assisté d’un spécialiste en anthropologie de l'université de Madrid. Il conclut : « Dans l’ensemble, les proportions de la structure anatomique, le niveau de développement de chacun de ses os et sa configuration macroscopique nous permettent de penser sans l’ombre d’un doute qu’il s’agit d’un fœtus humain momifié, âgé d'environ quinze semaines. »

### Seconde analyse: le documentaireSirius
Le 22 avril 2013, un documentaire s'inspirant du travail de Steven M. Greer, annonce qu'Ata est une forme de vie qui a été trouvée dans le désert de l'Atacama.
Ce documentaire est consacré aux OVNI. Son principal instigateur, le docteur Steven Greer, est un activiste de la « divulgation », fondateur du Diclosure Project qui s'est donné pour mission de faire pression sur les pouvoirs publics américains pour qu'ils dévoilent tout ce qu'ils savent sur la présence d'extraterrestres. La « star » du documentaire est Ata. Depuis la mise en ligne des teasers du documentaire, la photo de la créature fait la une des journaux anglo-saxons. La bande annonce promet des « résultats historiques ». Cependant le documentaire décevra bon nombre de partisans du paranormal car les analyses scientifiques donnent des explications contraires à celles attendues par les ufologues : l'ADN d'Ata est bien humain.
Les analyses présentées dans le documentaire sont l'œuvre de Garry Nolan, directeur du département des cellules souches à l'école de médecine de l'université Stanford en Californie qui a effectué les analyses à l'automne 2012. Il estime que la mort remonte à environ un siècle.
Fin septembre 2012, des examens aux rayons X au scanner ont été effectués à Barcelone en Espagne. Des échantillons génétiques ont ensuite été prélevés pour des tests ultérieurs à l'université Stanford. Les échantillons d'ADN obtenus en disséquant les extrémités distales des deux côtes antérieures droites du squelette ont été jugés excellents. Le scanner montre clairement des organes dans le thorax, les poumons et ce qui semble être les restes d'un cœur. Il n'y a absolument aucun doute que le spécimen est un organisme réel, en aucune sorte un canular.
Les analyses ADN confirment qu'il s'agit d'un humain, les séquences obtenues étant plus proche de l'Homme que du chimpanzé.
Grâce aux mitochondries (ADN hérité de la mère exclusivement), Nolan déduit que sa mère pourrait être une indigène chilienne — d'autant qu'Ata possède l'haplotype B2 fréquent chez les autochtones de cette région du Chili.
Les analyses effectuées par Gary Nolan réfutent initialement l'idée d'un fœtus. Ata, de sexe masculin, aurait été âgé de six à huit ans à son décès. Il aurait respiré, mangé et son métabolisme aurait fonctionné,. Les analyses et constats de Ralph Lachman, cofondateur et codirecteur du Skeletal Dysplasia Registry au centre médical Cedars-Sinai, font conclure à Nolan que soit Ata était atteint d'une forme rare de nanisme, et que son âge supposé à sa mort est bien celui d'un enfant, soit qu'il était atteint d'une maladie le faisant vieillir prématurément, telle que la progeria, et qu'il serait mort pendant la grossesse de sa mère, ou après un accouchement prématuré

### Troisième analyse: complément d'analyses pratiqué par Gary Nolan
Trois semaines après le documentaire, une journaliste suédoise, Florencia Rovira Torres, a effectué une interview de Gary Nolan. Celui-ci donne des informations à l’opposé du documentaire. En effet, les producteurs du documentaire lui avaient demandé d’essayer de prouver qu’il s’agissait d’un extraterrestre.
Par ailleurs, les analyses complémentaires n’étaient pas terminées lors du tournage.
Nolan a accepté de participer au documentaire car, dit-il, « j’ai une croyance plus que forte dans les ovnis ». Qui plus est, il apprécie le travail des producteurs qui continuent à le soutenir dans ses recherches ultérieures. Les chercheurs sont allés en Espagne, le lieu de résidence du propriétaire d'Ata, pour faire le prélèvement ADN. Il était impossible de faire sortir le corps d'Espagne sans un permis d’exportation.
Les analyses des tests ADN se sont poursuivies. Elles continuent avec un groupe de dix personnes dans le monde travaillant pour des universités ou des entreprises. Mais d’ores et déjà, Nolan peut affirmer qu’Ata était un humain. L’analyse a relevé une centaine de mutations, comme dans tout être humain, sans qu’une seule soit déterminante pour expliquer les anomalies du corps. C’est peut être l’interaction de plusieurs gènes qui est à l’origine du phénotype. L’âge d’un corps est calculé en mesurant la quantité perspective de cytosine et d’uracile dans l’ADN. Plus l’ADN est vieux, plus l’échantillon contiendra d’uracile. Ainsi l’âge d’Ata est estimé à 100 ans. Avec le recul, Nolan n’est plus aussi sûr qu’il ne s’agit pas d’un fœtus. Il dit maintenant s’être trompé quand il affirmait dans le documentaire : « De toute évidence il a respiré, mangé et métabolisé. »
Le 24 juin 2013, Gary Nolan accorde une deuxième entrevue à un journal allemand et confirme ce qu'il a dit à Rue89,.

## Cas similaires

### Au Mexique
Des crânes d'enfants déformés « de type Alien » ont été découverts dans un cimetière millénaire au Mexique. Les chercheurs qui ont examiné les crânes ont conclu qu'ils avaient été délibérément déformés et que cela illustrait la pratique de la déformation du crâne qui était courante à cette époque en Amérique centrale.
Sur les vingt-cinq sépultures, dix-sept squelettes étaient ceux d'enfants et adolescents âgés de cinq mois à seize ans. Le pourcentage élevé d'enfants pourrait suggérer que cette déformation crânienne les a tués en raison d'une pression excessive contre le cerveau. Les enfants n'avaient pas de signes de maladie qui aurait causé leur mort.

### L'Atta boy de Ripley
Le 7 mai 2013 paraît un livre de Neal Thompson intitulé A Curious Man: The Strange and Brilliant Life of Robert 'Believe It or Not!' Ripley. C’est une biographie de Robert Ripley, un homme que l'étrange passionnait. Dans ce livre on trouve une photographie de 1933 montrant Ripley tenant dans sa main un artefact humanoïde ressemblant relativement à Ata et une inscription : " ATTA BOY - 6 1/2 inches [~ 17 cm] tall reduced & mummified human figure Jivaro - Peru "
. D’après l’auteur, Ripley n’a pas dit comment il a obtenu cette créature ni quelle était son histoire. Pour Ripley, Atta boy  n’était pas un extraterrestre mais un vrai humain momifié. Il ne savait pas si c'était un humain réduit comme les têtes Jivaro ou un fœtus. Après les années 1930 "Atta boy" disparut. Edward Meyer, vice président de l’exposition Ripley penche pour un fœtus. « J’ai vu de vrais corps rétrécis, Atta est très très différent(...) Personnellement, je crois qu'Atta Boy est plus probablement une momie bolivienne qu'un corps jivaro rétréci.". » Cependant, en l'absence de preuves concrètes ou d'étude, aucune hypothèse ne peut être scientifiquement émise sur les seules bases d'une photographie et de simples témoignages.

### Les corps rétrécis duDrStruve
Edward Meyer dit qu'il a déjà vu des corps rétrécis. Ceux-ci sont l'œuvre du Docteur Gustaye Struve, médecin péruvien qui, au début du XXe siècle, a appris, grâce aux Jivaros, les techniques de réduction des têtes. Ce médecin décida, pour arrondir ses fins de mois, d'utiliser ces techniques pour réduire des cadavres humains complets (très nombreux dans ces périodes où la malaria et la fièvre jaune sévissaient). Il vendait ces corps à des touristes en les faisant passer pour des momies jivaros. Le musée des arts indiens de New York lui-même s'est laissé piéger et a exposé ces corps de 1920 à 1990. 
Edward Meyer, reconnaît cependant qu'Ata n'est pas un artefact similaire à ceux créés par le Dr Struve car ceux-ci ont été désossés pour être réduits ce qui n'est pas le cas d'Ata.

### Les corps rétrécis exposés dans les musées chinois
La journaliste Caroline Alexander a fait, en 1994, une enquête sur les corps rétrécis. On lui a parlé de l'existence de corps rétrécis en Chine mais elle n'en a pas trouvé trace.